# 용운 국제 수영장
용운 국제 수영장(龍雲國際水泳場)은 대한민국 대전광역시 동구에 있는 실내 수영장이다. 2009년 8월 29일에 준공되었으며, 지하 1층 지상 4층 규모이다. 관람석은 3천 석이며 다이빙, 수구, 아티스틱 스위밍 등 수영 전 종목 경기가 가능하다.